# Sigurður Helgason
Pour les articles homonymes, voir Helgason.
Sigurður Helgason, né le 30 septembre 1927 à Akureyri et mort le 3 décembre 2023, est un mathématicien islandais qui a travaillé sur la géométrie et l'analyse des espaces symétriques. En particulier, il a utilisé de nouvelles méthodes géométriques intégrales pour établir des théorèmes fondamentaux d'existence d'équations différentielles sur des espaces symétriques ainsi que de nouveaux résultats sur les représentations de leurs groupes d'isométries. Il a introduit également une transformée de Fourier sur ces espaces et prouve les principaux théorèmes de cette transformée, la formule d'inversion, le théorème de Plancherel et l'analogue du théorème de Paley-Wiener.

## Biographie
Il est né à Akureyri, en Islande. En 1954, il obtient un doctorat de l'université de Princeton sous la direction de Salomon Bochner. Depuis 1965, Helgason est professeur de mathématiques au Massachusetts Institute of Technology.
Il remporte le prix Leroy P. Steele en 1988 pour les contributions séminales pour ses livres Groups and Geometric Analysis and Differential Geometry, Lie Groups and Symmetric Spaces. En 2008, il publie Analyse géométrique sur les espaces symétriques. Le 31 mai 1996, Helgason reçoit un doctorat honoris causa de la Faculté des sciences et de technologie de l'université d'Uppsala, en Suède.
Il est membre de l'Académie américaine des arts et des sciences depuis 1970. En 2012, il devient membre de l'American Mathematical Society.

## Décoration
- Grand-croix de l'ordre du Faucon (1991)

## Publications
- Differential geometry and symmetric spaces Presse académique 1962[4], AMS 2001
- Analysis on Groupe de Lie et Espace homogène . SMA 1972
- Géométrie différentielle, groupes de Lie et espaces symétriques . Academic Press 1978[5], 7e éd. 1995
- Le Théorème de Radon . Birkhäuser, 1980, 2e éd. 1999
- Thèmes d'analyse harmonique sur les espaces homogènes . Birkhauser 1981
- Groupes et analyse géométrique : géométrie intégrale, opérateurs différentiels invariants et fonctions sphériques. Presse académique 1984[6], AMS 1994
- Geometric analysis on symmetric spaces. AMS 1994[7], 2e. éd. 2008